# Sciamanesimo in Siberia

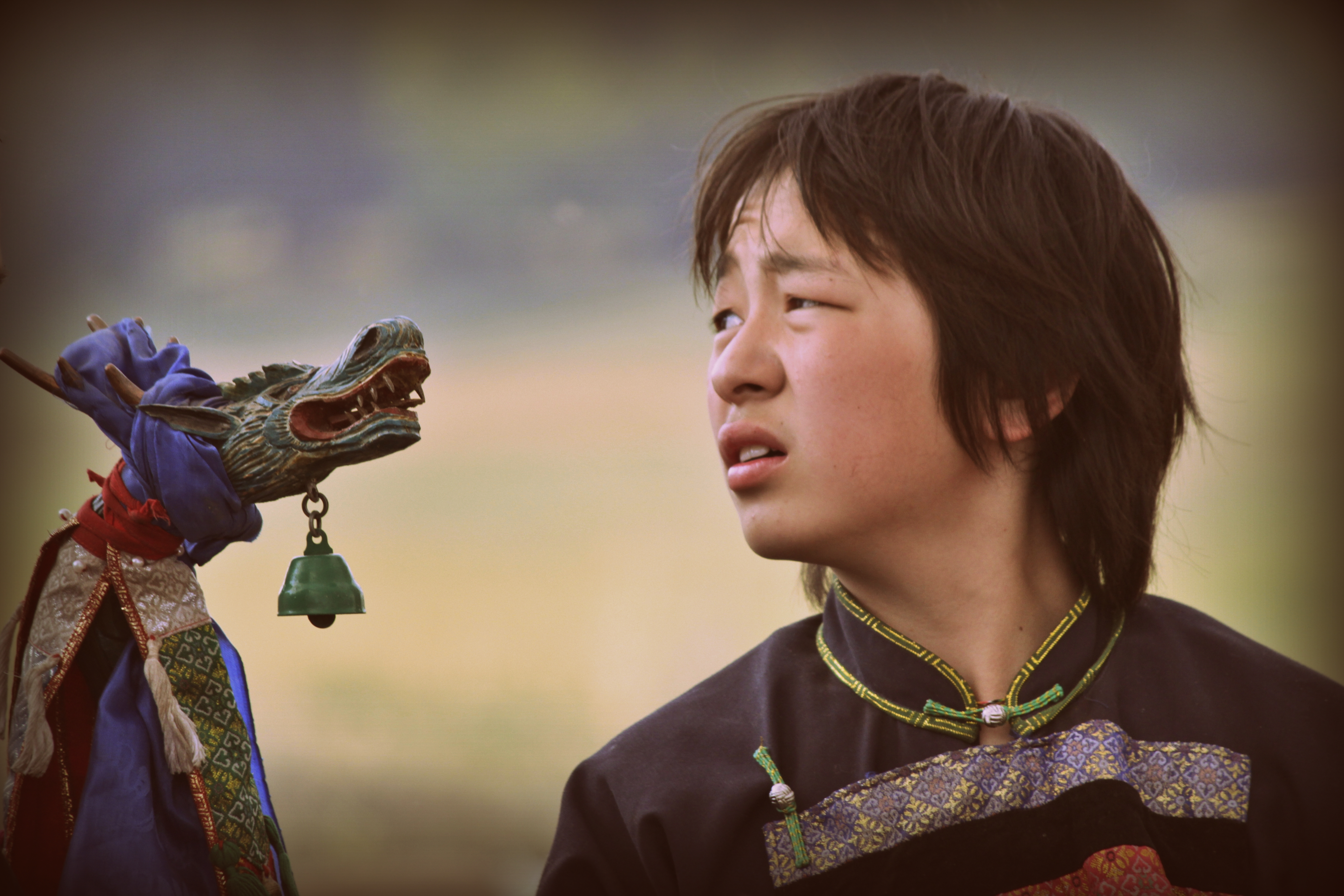
Un ragazzo buriato in un rituale sciamanico.

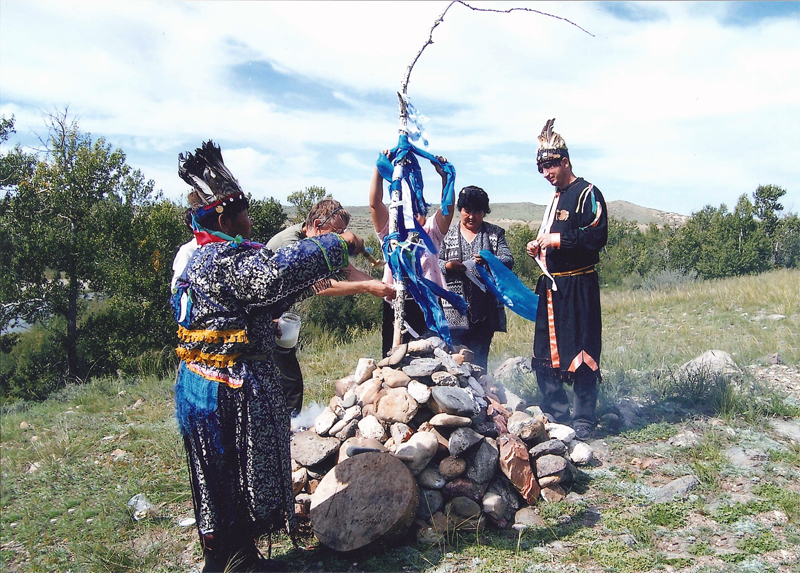
Lo sciamano tuvano Tash-ool Buuevich Kunga consacra un ovoo

Con sciamanesimo in Siberia si fa riferimento alle pratiche religioso-culturali seguite da una significativa porzione degli abitanti dell'Asia settentrionale e in particolare della Siberia. Secondo alcuni ricercatori la Siberia è da considerarsi la culla dello sciamanesimo.
Gli abitanti della Siberia comprendono una varietà di gruppi etnici, molti dei quali continuano a praticare lo sciamanesimo in tempi moderni. Molti etnografi classici credettero di trovare nei popoli siberiani le radici dell'idea di "sciamanesimo" perché la regione possiede un'ampia varietà di culture, pratiche e credenze che ricadono in questa categoria.

## Termini per "sciamano" e "sciamana" nelle lingue siberiane
- "Sciamano": saman (lingue nedigal, nanai, ulcha, orok), sama (lingua manciù). La variante šaman (pronunciato "shaman") si trova nella lingua evenki (da dove fu preso in prestito dal russo).
- "Sciamano": alman, olman, wolmen[4] (lingua jukaghira).
- "Sciamano": qam (lingue tatara, shor, oirata), xam (lingue tuvana, tofalara)
- La parola buriata per "sciamano" è бөө (böö) bøː, dal mongolo antico böge.[5]
- "Sciamano: ńajt (lingue khanty, mansi), dal proto-uralico *nojta (cf. la parola sami noaide).
- "Sciamana":  iduɣan (lingua mongola), udaɣan (lingua jakuta), udagan (lingua buriata), udugan (lingue evenki, lamut), odogan (lingua medigal). Le forme affini nelle varie lingue siberiane includono utagan, ubakan, utygan, utügun, iduan o duana. Tutte queste sono legate al nome mongolo di Etügen, la dea del focolare, ed Etügen Eke "Madre Terra". L'antropologa Maria Czaplicka evidenzia che le lingue siberiane usano per gli sciamani uomini parole provenienti da diverse radici, mentre le parole per la sciamana donna vengono quasi tutte dalla stessa radice. Basandosi su questo, propone la teoria che la pratica dello sciamanesimo femminile fu stabilita prima di quello maschile, così che gli "sciamani erano originariamente donne".[6]

## Viaggio dello spirito
Gli sciamani siberiani realizzavano viaggi dello spirito (rappresentazioni dei loro sogni magici nei quali salvavano l'anima del paziente) nei loro rituali di guarigione, come si possono trovare tra i popoli orocio, altaico e nganasano.

## Canti e musica

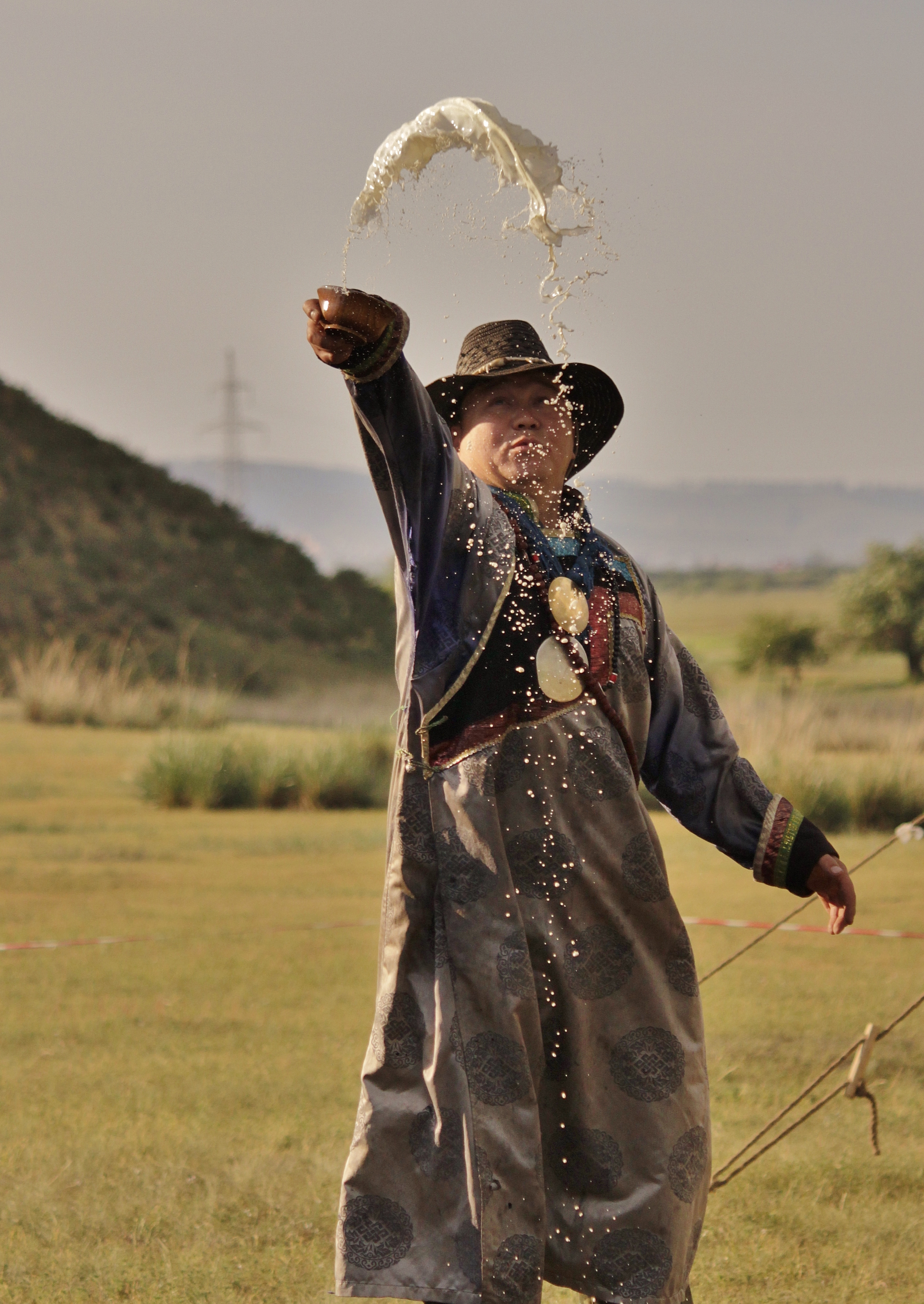
Sciamano buriato che esegue una libagione.

Come menzionato sopra, le pratiche sciamaniche presentano grande diversità, anche se considerate limitatamente al territorio della Siberia. In alcune culture, la musica o il canto impiegati nella pratica sciamanica possono imitare suoni naturali, a volte mediante l'onomatopea.
Questo avviene per le pratiche dei noaidi tra i gruppi sami. Sebbene i Sami vivano fuori della Siberia, molte delle loro credenze e pratiche sciamaniche condividono importanti caratteristiche con quelle di alcune culture siberiane. I canti joik dei Sami erano usati frequentemente durante i riti sciamanici. Recentemente, gli joik si cantano in due stili diversi: uno di questi è cantato solo da persone giovani, mentre lo stile tradizionale, più simile a un mormorio, ricorda la recitazione di un incantesimo magico. Parecchie caratteristiche sorprendenti degli joik possono essere spiegate confrontando gli ideali musicali che si osservano negli joik rispetto a quelli presenti in altre culture. Alcuni joik tentano di imitare suoni naturali, in contrasto con lo stile del bel canto, che tenta piuttosto di sfruttare il potenziale della voce per raggiungere un suono quasi "sovrumano".
L'intento di imitare suoni naturali è presente anche in alcune culture siberiane: per esempio mediante l'impiego del canto armonico e in alcuni canti sciamanici.
- In un canto sciamanico soyot, si imitano i suoni degli uccelli e del lupo per rappresentare gli spiriti guida dello sciamano.[13]
- Nelle cerimonie sciamaniche del popolo nganasan, alcune donne imitavano i suoni del cucciolo di renna, per ottenere la fertilità.[14] Nel 1931, A. Popov osservò lo sciamano nganasan Dyukhade Kosterkin imitare il suono dell'orso polare, animale nel quale, secondo la credenza, si sarebbe trasformato.[15]

La mimesi fonetica non si trova solo nelle culture siberiane e non è necessariamente legata alle credenze o alle pratiche sciamaniche. Il canto di gola inuit, praticato dalle donne, è un esempio di musica inuit che impiega il canto armonico e, in alcuni casi, l'imitazione di suoni naturali (per la maggior parte quelli di animali, ad es. le oche). L'imitazione di suoni animali può avere anche ragioni pratiche come richiamo per la caccia.

## Gruppi linguistici

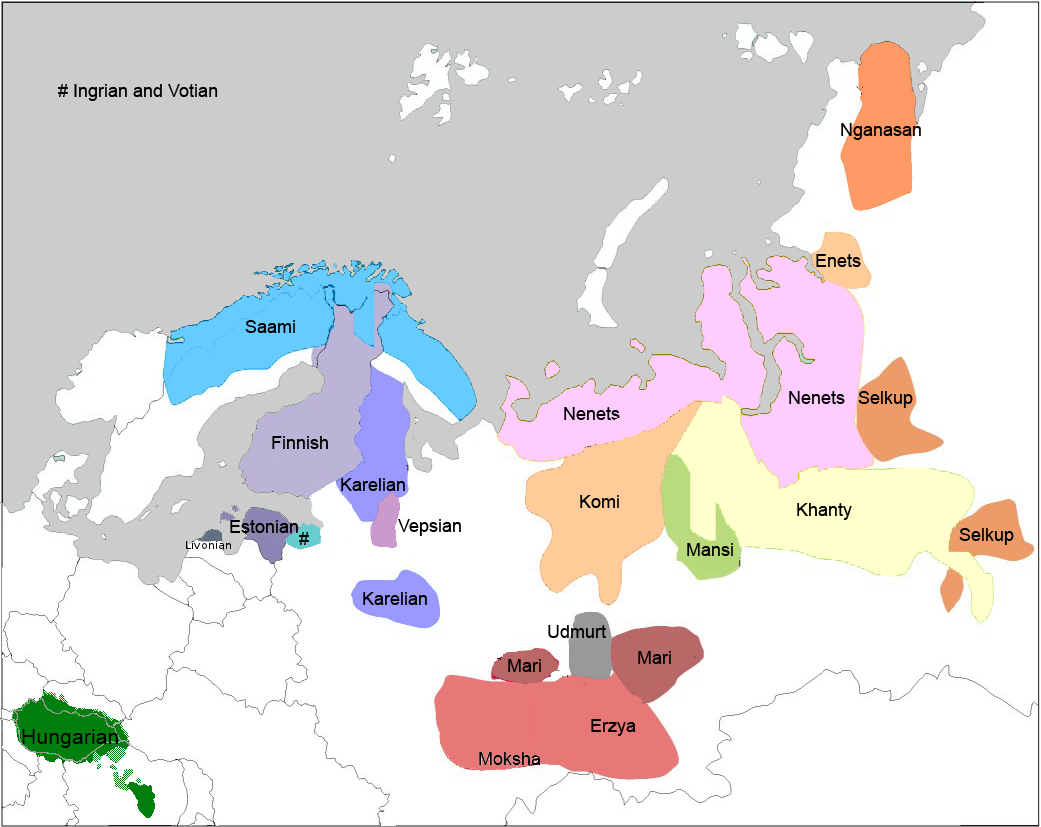
Lingue uraliche. Alcuni studiosi credono che la lingua jukaghira, apparentemente isolata, appartenga alla famiglia uralica.

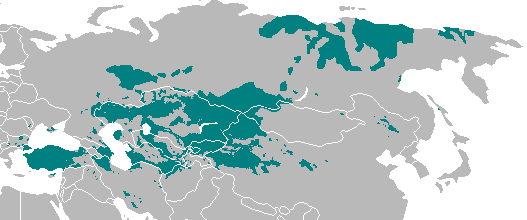
Lingue turche, che includono anche gli Jakuti della Siberia del nord (ma i Dolgani sono omessi), le aree della Siberia del sud e dell'Asia centrale

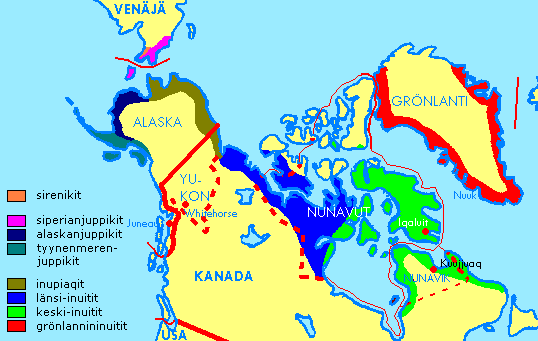
Lingua eschimese, ramo della famiglia linguistica eschimo-aleutine

### Popoli uralici
Le lingue uraliche costituiscono una unità genealogica e una famiglia linguistica, ma non tutti i popoli uralici vivono in Siberia o praticano lo sciamanesimo. Le più grandi popolazioni, i Magiari e i Finnici, vivono fuori della Siberia e sono per la maggior parte cristiane. I popoli sami mantennero vive le loro pratiche sciamaniche fino al XVIII secolo, pur vivendo in Europa, mentre altri popoli uralici (come i Magiari, i Finnici e i Mari) conservano solo vestigia dello sciamanesimo primitivo. La maggioranza dei popoli uralici vive fuori della Siberia, anche se alcuni di essi erano originari della regione e in qualche momento emigrarono nelle loro attuali ubicazioni. L'ubicazione originaria dei popoli proto-uralici, così come la loro estensione, sono ancora dibattute. Alcune ricerche, combinando considerazioni fitogeografiche e linguistiche (la distribuzione di varie specie arboree e la presenza dei loro nomi in diverse lingue uraliche), suggeriscono che quest'area si trovava da qualche parte tra i fiumi Kama e Vyatka, sul lato occidentale dei Monti Urali.

#### Popoli samoiedi
Lo sciamanesimo è rimasto vivo anche in tempi moderni tra vari popoli samoiedi, specialmente i gruppi che vivevano in isolamento fino a tempi recenti, come i Nganasani). C'erano diversi tipi di sciamani tra i Nenci, gli Enci e i Selcupi. Ad esempio, lo sciamano nganasan usava tre corone distinte secondo la situazione: una per il mondo superiore, una per il mondo sotterraneo, una in occasione di nascite.
I popoli nenci, enci e nganasani parlano lingue samoiede settentrionali che vivono nel nord della Siberia, anche se alcuni Nenci si trovano anche in parti europee. I Selcupi, che vivono più a sud, sono gli unici che ancora parlano oggigiorno lingue samoiede meridionali. Alcuni abitanti dei Monti Sajany parlavano anche altre lingue samoiede, che però finirono per estinguersi, a causa di un processo di deriva linguistica.

#### Nenci
Tra i Nenci esistevano diversi tipi di sciamani: uno per contattare il mondo superiore, uno per contattare il modo sotterraneo, uno per contattare i morti.

#### Nganasani
L'isolamento dei Nganasani fece sì che lo sciamanesimo continuasse a praticarsi presso di loro anche all'inizio del XX secolo. Le ultime cerimonie sciamaniche nganasane poterono essere registrate negli anni 1970.
Una delle cerimonie praticate dagli sciamani era il rito di pulizia della tenda, celebrato dopo la notte polare, che includeva sacrifici.

#### Samoiedi dei Sajany
Alcuni popoli dei monti Sajany parlarono, in un certo momento della loro storia, lingue samoiede meridionali. La maggior parte di essi subì un processo di deriva linguistica, all'inizio e a metà del XIX secolo, adottando la lingua dei vicini popoli turchi. La lingua kamassina sopravvisse più a lungo: nel 1914 esistevano ancora quattordici anziani che la parlavano. Alla fine del XX secolo, alcuni anziani avevano ancora una conoscenza passiva o frammentaria della lingua, ma risultava ormai impossibile raccogliere dati scientificamente affidabili su di essa. Oggi la lingua kamassina si considera estinta.
Lo sciamanesimo sopravvisse ancora più a lungo tra i popoli samoiedi dei monti Sajany, se si considerano i Karagasi come un popolo samoiedo, (anche se questa considerazione è stata discussa: il problema della loro origine potrebbe essere più complesso). Diószegi Vilmos, alla fine degli anni 1950, riuscì a registrare alcuni racconti folcloristici di questi popoli, e parlò di persona con sciamani (già ritirati), registrando i loro ricordi personali, canti e alcuni dei loro strumenti rituali.
Una domanda interessante è se il loro sciamanesimo fu adottato a partire dalle pratiche dei loro vicini turchi o se possiede tratti etnici distintivi di origine propriamente samoieda. 
Alcuni studi comparativi suggeriscono che, di fatto, vi furono diverse influenze.
- Lo sciamanesimo dei Karagi ebbe influenze buriate e chakasso-turche.[33] Tra le varie culture soyot, i gruppi centrali, che allevano bestiame e cavalli, mostrano tratti propri dei Mongoli khalkha nelle loro pratiche sciamaniche,[34] mentre lo sciamanesimo dei Soyot occidentali, che vivono sulla steppa, è simile a quello dei popoli turchi altaici.[35] Uno dei loro racconti sciamanici narra in forma di mito i contatti tra i Soyot e i popoli chakassi.[36]
- I Karagasi e i Soyot orientali, popoli di montagna dediti all'allevamento di renne, hanno molti aspetti in comune riguardo alla loro cultura[37] e alle loro pratiche sciamaniche.[38] Entrambe le culture possiedono tratti etnici propri (ad esempio, certe peculiarità dei loro tamburi sciamanici rispetto agli altri), cosa che non avviene con i popoli turchi circostanti.[39] Un'altra caratteristica condivisa da queste due culture, che potrebbe essere di origine samoieda, è che il copricapo, il vestito e gli stivali degli sciamani sono decorati con immagini che rappresentano organi e ossa umani,[40] e nel caso del copricapo, un volto umano.[41] Inoltre un canto cerimoniale dello sciamano karagaso Kokuyev conteneva l'espressione "il mio vestito sciamanico con sette vertebre".[42] Hoppál interpreta i motivi simili a uno scheletro della tenuta sciamanica dei Karagasi come simboli della rinascita sciamanica,[43] e qualcosa di simile può vedersi anche nell'ornamentazione di ferro a forma di scheletro propria dei vestiti sciamanici del popolo ket (che non è samoiedo, ma genealogicamente non classificato, paleosiberiano),[44] sebbene potrebbe anche simboleggiare le ossa della strolaga, l'animale-guida dello sciamano.[45] (La teoria dell'origine ket dei Karagasi è stata menzionata sopra.[31]) Le tenute con motivi o forma di scheletro solevano simboleggiare la rinascita dello sciamano anche in altre culture siberiane.[46]

#### Magiari
A partire dal tardo IX secolo, gli antenati del popolo magiaro migrarono dalla loro terra natia proto-uralica alla pianura Pannonica, un'area che comprende l'attuale Ungheria. Oggi larga parte degli Ungheresi non pratica più lo sciamanesimo, ma nel folclore si sono preservati elementi sciamanici. Studi comparativi hanno rivelato che alcuni motivi dei racconti folcloristici, frammenti di canti e filastrocche hanno mantenuto aspetti delle antiche credenze. In un tentativo di dimostrare che erano ancora presenti delle tracce di sciamanesimo nel folclore magiaro, l'etnografo Diószegi Vilmos ha paragonato i documenti etnografici del popolo magiaro e di quelli vicini, e le opere di tradizione sciamanica di alcuni popoli siberiani. Il lavoro di Vilmos è stato proseguito da Mihály Hoppál, che ha confrontato le credenze sciamanici dei popoli uralici con quelle di molti popoli siberiani non uralici.
Sebbene il folclore ugrico (che comprende il magiaro) preservi molte tracce di sciamanesimo, negli anni 1930 era una pratica in via di estinzione tra i popoli ostiachi e mansi. Lo sciamanesimo è ancora praticato da molti popoli indigeni, ma, tra i popoli ugrici, è in larga parte solo praticato dagli Ostiachi.

### Ket

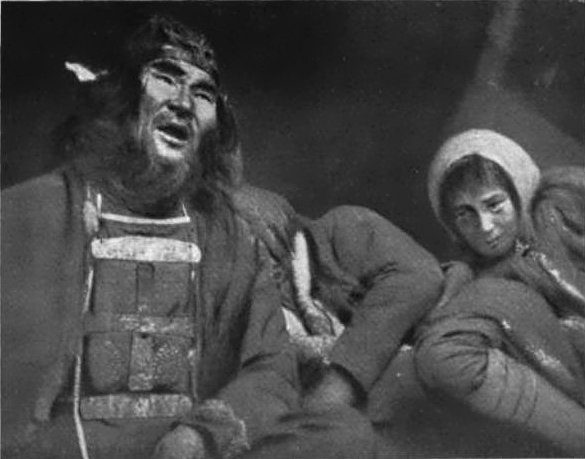
Sciamano ket, 1914.

La cultura tradizionale dei Ket fu indagata tra gli altri da Matthias Castrén, Vasiliy Ivanovich Anuchin, Kai Donner, Hans Findeisen, Yevgeniya Alekseyevna Alekseyenko. Tra i Ket, lo sciamanesimo si continuò a praticare fino agli anni 1930, ma negli anni 1960 non si potevano quasi più trovare sciamani autentici. Lo sciamanesimo ket condivideva certe caratteristiche con quello dei popoli turchi e mongoli. Oltre a ciò, vi erano vari tipi di sciamani, differenziati secondo la funzione (riti sacri, cure), secondo il potere e secondo l'animale associato (cervo, orso). Anche tra i Ket, come presso vari altri popoli siberiani (ad es. i Karagasi), esiste un simbolismo relativo alle ossa e agli scheletri, che Hoppál interpreta como simboli di rinascita dello sciamano. Ciononostante, come si notava prima, potrebbero anche simboleggiare le ossa della strolaga, l'animale-guida dello sciamano, che unisce il mondo dell'aria e il mondo subacqueo, al pari dello sciamano che viaggia sia per il cielo che per il mondo inferiore. La tenuta simile a uno scheletro rappresentava la rinascita sciamanica anche tra altre culture siberiane.

### Turchi
I popoli turchi si sono espansi su grandi territori, e sono molto diversi tra loro. In alcuni casi, lo sciamanesimo si è amalgamato con l'Islam, in altri con il Buddhismo, ma sono sopravvissute delle tradizioni tra i Tatari siberiani, i Tuvani e i Tofalari.
I Turchi altaici potrebbero essere imparentati con i loro vicini ugrici, i Samoiedi, i Ket o i Mongoli. Ci potrebbero essere anche tracce etnografiche di questo passato comune negli attuali popoli turcofoni degli Altai. Ad esempio, alcuni di loro hanno riti di fertilità fallo-erotici, e ciò può essere paragonato a riti simili dei popoli ob-ugrici.

### Tungusi

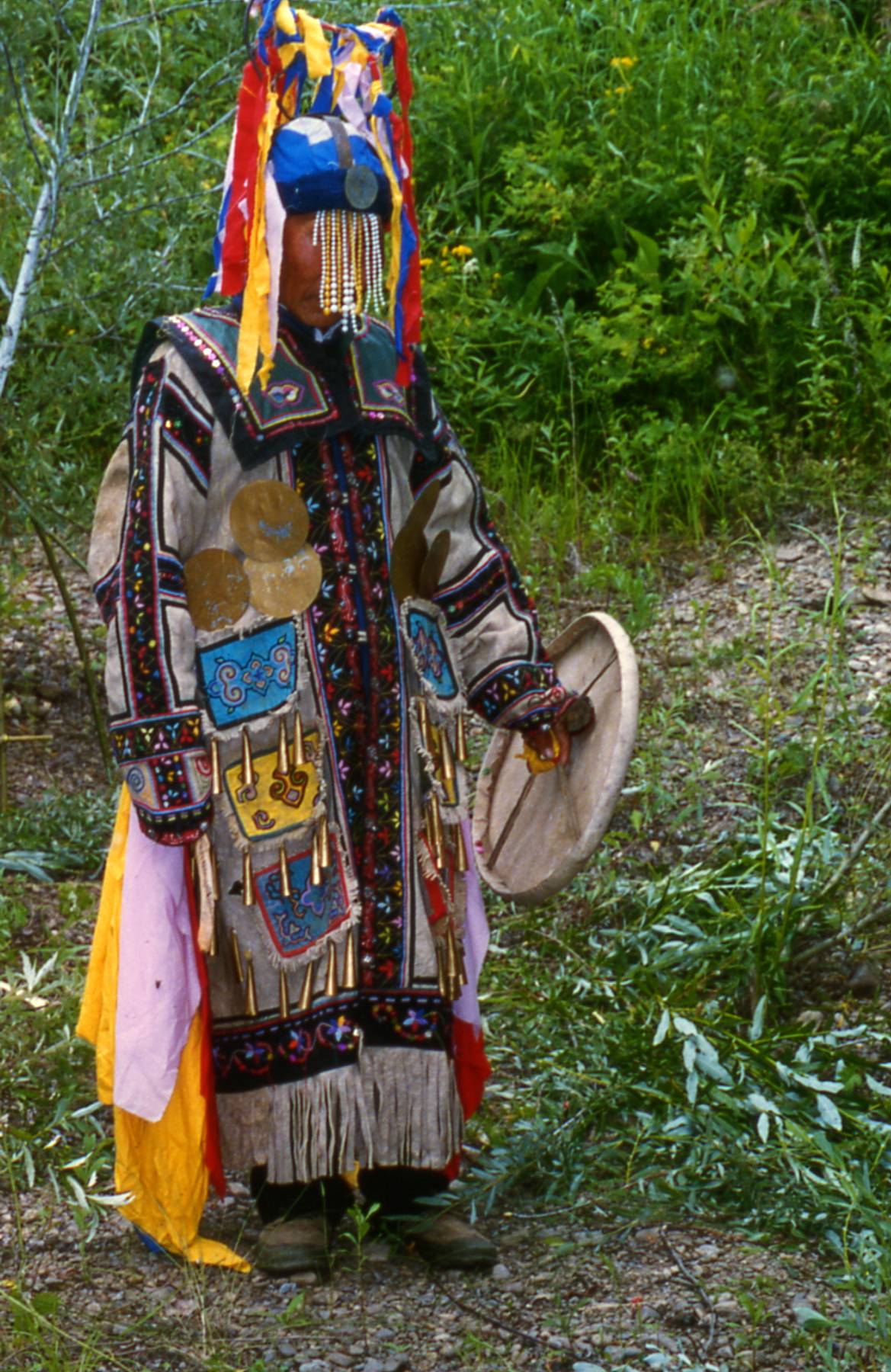
Chuonnasuan (1927–2000), l'ultimo sciamano del popolo oroqen, fotografato da Richard Noll nel luglio 1994 in Manciuria vicino alla frontiera tra Cina e Russia formata dal fiume Amur. Lo sciamanesimo oroqen è ormai estinto.

Anche tra i popoli tungusi della Siberia lo sciamanesimo è ampiamente diffuso.
Il Racconto della sciamana Nisan, un famoso racconto popolare che narra la resurrezione del figlio di un ricco proprietario terriero ad opera di una sciamana, forma parte del folclore di vari popoli tungusi, tra cui i Manciù, gli Evenki e gli Hezhen (o Nanai).

### Coriachi e Ciukci
Dal punto di vista linguistico, i Coriachi e i Ciukci sono dello stesso gruppo degli Yup'il. Lo sciamanesimo coriaco è ben conosciuto.

### Yupik

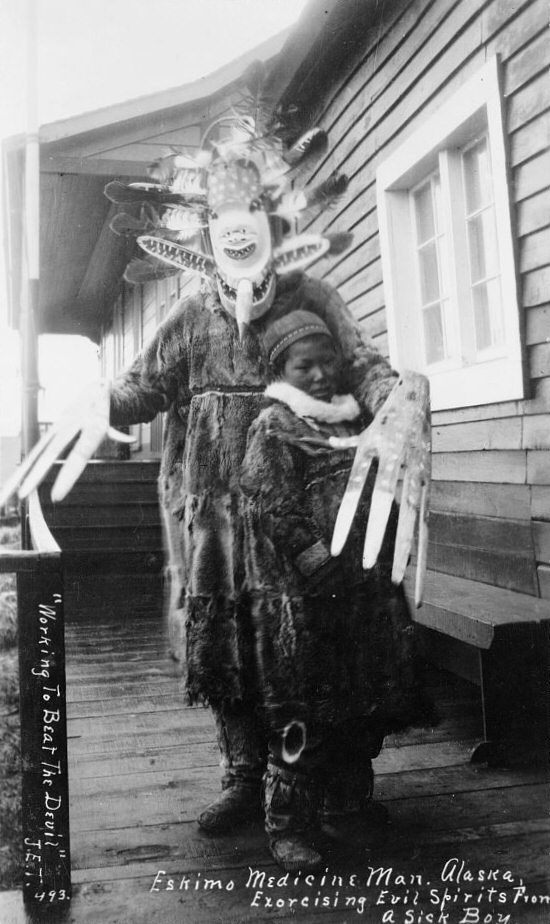
Uno sciamano yupik che esorcizza gli spiriti malvagi da un ragazzo malato, Nushagak (Alaska), anni 1890

I gruppi yupik si estendono su un vasto territorio che va dalla Siberia orientale attraverso l'Alaska e il Canada settentrionale (inclusa la Penisola del Labrador) alla Groenlandia. Le pratiche e le credenze sciamaniche sono state registrate in varie parti di questo vasto territorio, tagliando trasversalmente i confini continentali.
Le pratiche sciamaniche degli Yupik differiscono tra i vari gruppi. Il concetto di anima, ad esempio, varia tra le diverse culture. Così, alcuni gruppi credevano che ai bambini si dovessero assegnare "nomi guardiani" ereditati da qualche familiare recentemente deceduto. Per alcuni, questa credenza implicava una sorta di reincarnazione. Lo sciamanesimo degli yupik aveva anche una concezione dualista dell'anima), per la quale l'"anima libera" (in opposizione dall'"anima corporea") dello sciamano poteva volare verso mondi celesti o sotterranei, contattando esseri mitologici e negoziando con loro per porre fine a determinate calamità o assicurare una caccia fortunata. Se si scopriva che l'ira di questi esseri era stata causata dalla violazione di qualche tabù, lo sciamano esigeva che i membri della comunità si confessassero davanti a lui.
Nella maggioranza delle culture, la condizione di sciamano poteva essere rifiutata dal candidato: anche se la vocazione allo sciamanesimo poteva venire attraverso visioni e altri tipi di segnali, in generale richiedeva anche una decisione cosciente.

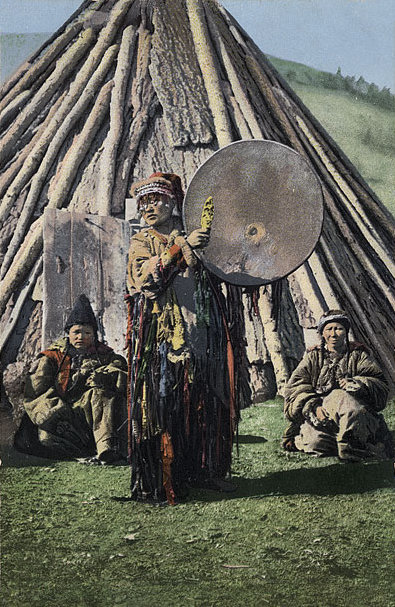
Una sciamana kiži altaica o chakassa, inizi del XX secolo. La sua esatta origine non può determinarsi solo dall'immagine.

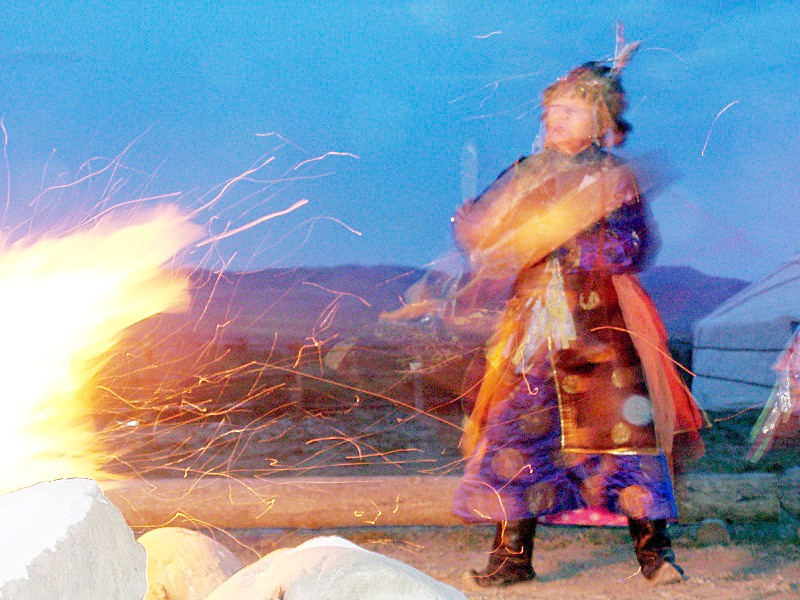
Uno sciamano che esegue una cerimonia accanto al fuoco a Kyzyl, regione Tuva, Russia

## Dati demografici
Il censimento della Federazione russa del 2002 ha registrato 123 423 (lo 0,23% della popolazione) persone di gruppi etnici che aderiscono in modo predominante a "credenze tradizionali"
| Gruppo etnico | Popolazione (2002) |
| ------------- | ------------------ |
| Evenchi       | 35 527             |
| Nanai         | 12 160             |
| Eveni         | 19 071             |
| Ciukci        | 15 767             |
| Mansi         | 11 432             |
| Coriachi      | 8 743              |
| Nivchi        | 5 162              |
| Itelmeni      | 3 180              |
| Ulch          | 2 913              |
| Yupik         | 1 750              |
| Udege         | 1 657              |
| Ket           | 1 494              |
| Ciuvani       | 1 087              |
| Tofalari      | 837                |
| Nganasani     | 834                |
| Oroci         | 686                |
| Aleuti        | 540                |
| Orok          | 346                |
| Enci          | 237                |
| Totale        | 123 423            |

### Approfondimenti
- Balzer M. M. (a cura di), Shamanism: Soviet Studies of Traditional Religion in Siberia and Central Asia, Armonk NY, 1990.
- (RU) Rubcova, E. S., Materials on the Language and Folklore of the Eskimoes (Vol. I, Chaplino Dialect), Mosca • Leningrado, Academy of Sciences of the USSR, 1954. Dati originali:  Рубцова, Е. С., Материалы по языку и фольклору эскимосов (чаплинский диалект), Москва • Ленинград, Академия Наук СССР, 1954.
- Shimamura, Ippei, The Roots Seekers: Shamamisn and Ethnicity Among the Mongol Buryats, Yokohama, Giappone, Shumpusha, 2014, ISBN 978-4-86110-397-1.
- Vitebsky, Piers, The Shaman: Voyages of the Soul – Trance, Ecstasy and Healing from Siberia to the Amazon, Duncan Baird, 2001, ISBN 1-903296-18-8.
- (HU) Vitebsky, Piers, A sámán, Budapest, Magyar Könyvklub • Helikon Kiadó, 1996.  Traduzione dell'originale:  Vitebsky, Piers, The Shaman (Living Wisdom), Duncan Baird, 1995.
- Znamenski, Andrei (a cura di), Shamanism in Siberia: Russian Records of Indigenous Spirituality, Germania, Springer Verlag, 2003, ISBN 978-1-4020-1740-7.